# Carmen Castillo García
Carmen Castillo García nació el 4 de mayo de 1932 en Granada, (España) es catedrática emérita de Filología Clásica, en el Departamento de Filología de la Universidad de Navarra.

## Trayectoria profesional

### Formación y trayectoria académica
Inicia sus estudios universitarios en la Facultad de Filosofía y Letras de la Universidad de Granada, donde realiza los dos años comunes. Para acceder a la especialidad de Filología Clásica acude a la Universidad de Madrid, donde obtiene la licenciatura. De regreso a Granada, es ayudante de Griego en el curso 1956/57.
En 1962 se traslada a Pamplona, a la Facultad de Filosofía y Letras de la Universidad de Navarra, donde Antonio Fontán, decano de dicha facultad la nombra Profesora Ayudante. Allí inicia su tesis doctoral, bajo la dirección de Álvaro D'Ors. Mientras tanto, imparte diversas clases y realiza una importante labor para la investigación futura, con la creación y cuidado de una selecta biblioteca centrada en las humanidades. Durante esos años, sustituye al profesor Sanmartí, en la asignatura de Historia Antigua, que se impartía a los alumnos de 4.º de Historia. Las clases tenían lugar en unos locales situados en la calle San Antón de la capital foral. Poco tiempo después se trasladaron al Edificio Central de la Universidad.
En 1965 defiende su tesis doctoral en la Universidad de Madrid.
En diciembre de 1969 gana la oposición de Profesor Agregado de Lingüística Latina, y en enero de 1970 toma posesión de dicha cátedra de Filología Latina en la Universidad de Madrid, como Profesora Agregada. Allí trabaja con varios maestros que marcaron un hito en los estudios de la Filología Clásica en España: Francisco Rodríguez Adrados, Sebastián Mariner, Martín Ruipérez Sánchez y Antonio Ruiz Elvira, entre otros. En esos años, un acontecimiento destacado fue la creación de la biblioteca de filología clásica a cuyo frente estuvo Martín Ruipérez.
En junio de 1972 obtiene por concurso, la Cátedra de Filología Latina en la Universidad de La Laguna. Es la segunda mujer que en España obtiene una Cátedra de Filología Latina. 
En septiembre de 1973, regresa a Pamplona, donde ejerce la docencia en la Universidad de Navarra hasta su jubilación. Ocupa el puesto de Vicedecana de la Facultad de Filosofía y Letras (octubre de 1973 - abril de 1982) y directora del Departamento de Filología Clásica (octubre de 1973 - mayo de 2002). Dicho departamento, junto con el resto de departamentos de la Facultad de Filosofía y Letras se habían creado por aquel entonces.

### Labor docente
En el desempeño de la docencia realizada durante su larga trayectoria académica, destaca junto con las clases en el claustro académico, la dirección de tesis doctorales. Durante un curso académico, impartió clases de Latín en la Facultad de Teología.
La profesora Castillo participó en tres cursos de verano organizados por la Universidad Internacional Menéndez Pelayo en Santander, dirigidas por Manuel Fernández-Galiano; un curso de verano en El Escorial, organizado por la Universidad Complutense de Madrid, dirigida por Antonio Fontán. Y finalmente, asistió a un curso de verano, en Cartagena, organizado por la Universidad de Murcia, bajo la dirección de Francisca Moya.
También desarrolló otro tipo de actividades actividades docentes en el extranjero, como un curso de Epigrafía en la Universidad de Bolonia.

### Producción científica
Sus líneas de investigación se concentran en dos grandes ámbitos. De un lado, la literatura latina, con especial atención a la Prosa Clásica, (Cicerón y Livio); la Comedia (Plauto); la Traducción y edición de textos. De otro, la Historia Romana, en la que destacan la Epigrafía y Prosopografía. En los últimos años su investigación ha estado orientada principalmente al estudio del siglo IV, en los dos ámbitos literario e histórico.

## Asociaciones a las que pertenece o ha pertenecido
- Vocal del Comité Internacional para los Congresos de Epigrafía griega y latina, 1982-1992.
- Miembro del Comité Hispano-Germánico para la redacción de la segunda edición del Corpus Scriptionum Latinarum II (Hispania).
- Miembro del “Deutsche Archaëlogische Institut” (Instituto Arqueológico Alemán)
- Vicedecana de la Facultad de Filosofía y Letras de la Universidad de Navarra, 1973-1982.
- Primera presidenta de la delegación en Pamplona de la Sociedad de Estudios Clásicos, 1984-1992.
- Directora del Consejo Editorial de la Colección “Mundo Antiguo”, Editorial EUNSA, 29 de octubre de 1997.
- Miembro del Comité de Redacción de Hispania Epigraphica.
- Miembro de la constitución de la Sociedad Española de Lingüística y de la Sociedad de Estudios Clásicos de Navarra.
- Colaboradora en la redacción del CIL II2.

## Publicaciones
- Prosopographia Baetica, vol. I y II, Universidad de Navarra, Pamplona, 1965, XIII + 414 pp. Reseñado en: Revue Archeologique, 1967, p. 180
- “El “Apologeticum” de Tertuliano: estructura y composición", Emerita, 1967, 35, pp. 315-334.
- Prosopographia Baetica (Extracto), Pamplona, 1968, 50 pp.
- “Observaciones sobre a continuidad prosopográfica de la Bética en el Bajo Imperio”, Actas del Congreso Español de Estudios Clásicos, vol. II, Madrid, 1968, pp. 125-121.
- “Note sur l´enseignement du latin en Espagne”, Caesarodunum 1. Bulletin présenté par l´Institut d´Etudes Latines de la Faculté des Lettres et Sciences Humaninesd´Orleans-Tours, 1968, pp. 63-65.
- “Prosopographia Baetica, un premier essai de prosopographie provinciale”, Acta of the Fifth Epigraphic Congress, Cambridge, 1967, pp. 265-267.
- “Tópicos de la Sátira romana”, Cuadernos de Filología Clásica, 2, 1971, pp. 147-163.
- “Le progrès de l´epigraphie romaine en “Hispania” (1967-1972)”, en Akten des VI Internationalen Kongresses für Griechische und Lateinische Epigraphic, München, 1972, pp. 505-507.
- “El progreso de la epigrafía romana en Hispania (1967-1972)”, Emerita, 41, 1973, pp.109-127.
- “La composición del “conflictus veris el hiemis” atribuido a Alcuino”, Cuadernos de Filología Clásica, 5, 1973, pp. 53-61.
- “Gregorio I Magno, San”, Gran Enciclpedia Rialp, XI, (5ª ed. 1987), pp. 321-324.
- “Hispanos y romanos en Corduba”, Hispania Antiqua 4, 1974, pp. 191-197.
- “Teorías del estilo en la literatura latina: tradición y evolución”, Estudios Clásicos, 72, 1974, pp. 235-256.
- “La epístola como género literario: de la Antigüedad a la Edad Media latina”, Estudios Clásicos, 73, 1974, pp. 427-442.
- “Städe und Personen der Baetica”, en Aufstieg und Niedergang der römischen Welt II. 3, 2, Berlín-Nueva York, 1975, pp. 601-654.
- “Imitación y transformación en la comedia de Plauto”, en Minerva Restituta, Alcalá de Henares, 1975, pp. 67-81.
- “Orosio”, Gran Enciclopedia Rialp, XVII, 1975, (5ª ed. 1987), pp 466-467.
- “Colaboración y rebeldía de los cordobeses frente al poder de Roma, en Actas del I Congreso de Historia de Andalucía (diciembre de 1976), 1978, pp. 223-229.
- “El arte de las”narratio” en las comedias de Terencio”, en Actas del V Congerso Español de Estudios Clásicos, 1978, pp. 343-348.
- “El progreso de la epigrafía romana en Hispania (1972-1977)”, Emerita, 47, 1979, pp. 35-66.
- “Un nuevo documento de la Legio IV Macedonica en Hispania”, en Primera Reunión Gallega de Estudios Clásicos. Santiago de Compostela-Pontevedra, 2-4 de julio de 1979, pp. 134-140.
- "Inscripciones romanas del Museo de Navarra" (en colaboración con J. Gómez Pantoja y Mª Dolores Mauleón), Institución Príncipe de Viana, Pamplona, 1979, 124 pp.+ 82 lám.
- “El famoso testamento del cordobés “Dasumio””, en Actas del I Congreso Andaluz de Estudios Clásicos, Jaén, 1982, pp. 159-163.
- “Los senadores béticos. Relaciones familiares y sociales”, en Actas del Coloquio Internacional de la A.I.G.L. Epigrafia e Ordine Senatorio II, Tituli 5, 1982, pp. 465-519.
- “Un trienio de epigrafía latina en Hispania: logros y perspectivas”, Actas del IV Congreso Español de Estudios Clásicos, Madrid, 1983, pp. 105-125.
- “Conjuntos provinciales y locales en España”, Actes de la Table Ronde “Epigraphie Hispanique”, París, 1984, pp. 315-322.
- “Los amigos en la comedia romana”, en Apophoreta Philologica (Homenaje a M. Fernández Galiano), Estudios Clásicos, 88, 1984, pp. 173-182.
- “Los senadores de la Bética: onomástica y parentesco”, Gerión, 2 (1984), pp.239-250.
- “Eine Inschrift zu Ehren von L. Stertinius Quintilianus… in der Baetica entdeckt”, ZPE, 1985, 61, pp. 219-223.
- “El progreso de la epigrafía romana en Hispania (1977-1982), Emerita, 1985, 53, pp. 205-248.
- “Imitación y transformación en la comedia de Plauto”, Minerva Restituta, Alcalá de Henares, 1986, pp. 67-81.
- “De epigrafía republicana hispano-romana”, Actas de la Reunión sobre Epigrafía Hispánica de época romano-republicana, Zaragoza, 1986, pp. 141-150.
- “Miscelánea epigráfica hispano-romana”, Studia et Documenta Historiae et Iuris, 52, 1986, pp. 353-394.
- “El tipo de parásito en la comedia romana”, Athlon, Satura Grammatica in honorem F. Rodríguez Adrados, vol. II, Madrid, 1987, pp. 173-182.
- “Caracterización de los personajes y función cómica en el Heautontimoroumenos de Terencio”, Cuadernos de Filología Clásica (Homenaje a L. Rubio), 20, 1987, pp. 121.126.
- “Epigrafía jurídica romana de Hispania en el último decenio: época imperial”, Actas del Coloquio Internacional de la A.I.E.G.L., Pamplona, 9-11 de abril de 1987, pp. 277-298.
- “Le progrès de l´epigraphie romaine en “Hispania” (1977-1982)”, PRACTICA. Actas del VIII Congreso Internacional de Epigrafía Griega y Latina, Atenas, 1987, pp. 118-122.
- “Navarra en época romana: datos que aportan las fuentes epigráficas”, en Primer Congreso General de Historia de Navarra, 2, Pamplona, 1987, pp. 363-368.
- “La tribu Galeria en Hispania: ciudades y ciudadanos”, Estudios sobre la Tabula Siarensis. Anejos de Archivo Español de Arqueología IX, Madrid, 1988, pp. 233-243.
- “Epigrafía romana de Andión y su entorno”, Príncipe de Viana,n188, 1989, pp. 521-531 (en colaboración con Jesús M. Bañales).
- “Verdad y ficción en la epigrafía de la Hispania anterior a nuestra era”, Actas del VII Congreso Español de Estudios Clásicos, vol. III, Madrid, 1989, pp. 53-58 (en colaboración con C. Fernández). Ed. Epigrafía Jurídica Romana, Pamplona.
- “Personas y familias notables en la Bética romana”, De la Grecia arcaica a la Roma imperial, Madrid, 1990, pp. 135-147.
- “Epigrafía”, Gran Enciclopedia Navarra, vol. I, Pamplona, 1990, pp. 313-315.
- “El progreso de la epigrafía romana en Hispania (1983-1987)”, Emerita, 59, 1991, pp. 225-273.
- “Jerez; municipium ceretanum?”, Excerpta Philologica, A. Holgado Sacra, I, Cádiz, 1991, pp. 155-158.
- “Los usos del cedere en la prosa de Tito Livio”, Treballs en honor de V. Bejarano, Barcelona, 1991, pp. 85-90 (en colaboración con A. Mª Blázquez).
- “Relaciones entre Hispania y África en época alto-imperial: documentación epigráfica”, Atti dell´VIII Convegno di Studi. Cagliari, 14-16 de diciembre de 1990, en L´Africa Romana, 8, 1991, pp. 79-99.
- “La onomástica en las inscripciones romanas de Navarra”, II Congreso General de Historia de Navarra, II, 1992, pp. 117-133.
- “Tum primum: una fórmula arqueológica en el relato de Tito Livio”, Humanitas in Honorem A. Fontán, Madrid, 1992, pp. 243-253.
- “El Emperador Trajano: familia y entorno social”, Imp. Caes. Nerva Traianus Aug., Sevilla, 1993, pp. 35-47.
- “Los pontífices de la Bética”, Religio Deorum. Actas del Coloquio Internacional de Epigrafía: culto y sociedad en Occidente, Sabadell (1993), pp. 83-93.
- “Eristáin: inscripción y seguimiento arqueológico”, Trabajos de Arqueología Navarra, 11, pp. 125-131, 1994 (en colaboración con M. Unzu)
- “El nuevo juramento a Augusto encontrado en la Bética”, L´Afrique, la gaule, la Religione á l´epoque romaine. Mélanges à la mémoire de M. Le Glay, Bruselas, 1994, pp. 681-686.
- “La comedia romana: herencia e innovación”, Del horror a la risa, Kassel, 1994, pp. 61-77.
- “La personalidad de Escipión el Africano (Livio XXVI-XXX)”, Actas del VIII Congreso Español de Estudios Clásicos, vol. III, 1994, pp. 125-131.
- “El progreso de la epigrafía romana en Hispania (1988-1992)”, Emerita, 63, 1995, pp. 187-223.
- “Miscelánea epigráfica hispano-romana II”, Studia et Documenta Historiae et Iuris, 59, 1995, pp. 299-313.
- “Primipilares (1978-1992)”, La hiérarchie (Rangordnung) de l´armée romaine dans le Haut Empire. Actes du Congrès de Lyon, septiembre de 1994. París, pp. 211-220.
- “El “Apologético” de Tertuliano: la primera defensa de la fe cristiana en occidente”, XX Siglos, VI.24, pp. 3-9. Onomasticon Senecanum (dir.), Pamplona, 1995, 236 pp.
- “Imperii Romani nomina”, Onomasticon Senecanum, Pamplona, 1995, pp. 51-100.
- "Les victimes de Claude:Quelques de observations sur le texte de l'Apocoloquintose" en Claude de Lyon, emperador romain, Y Burnand, Y. Le Bohec - J.P. Martin (eds.), Paris 1997, pp. 41-46.
- “Onomástica personal en las inscripciones romanas de Navarra”, Cuadernos de Arqueología de la Universidad de Navarra, 5, 1997, pp. 127-144.
- “Séneca: los historiadores y la historia”, Homenatge a M. Dolç, Palma de Mallorca, 1997, pp. 325-329.
- “La designación personal en Séneca: fórmula onomástica, status social y función literaria”. Actas del IX Congreso Español de Estudios Clásicos, Madrid, 1998, pp. 65-69.
- "Tradición Literaria y realidad poética en las Consolationes de Séneca", en Consulatio, C. Alonso del Val (ed.), Pamplona, pp, 99-115.
- "Teónimos indígenas en la epigrafia navarra", en Homenaje a José María Blazquez, Madrid, 1998, pp. 77-81.
- “Los flamines provinciales de la Bética” REAT, 100, 1999, pp. 437-460.
- “Ciudades privilegiadas en Hispania. Veinticinco años de estudio (1972-1996)”, Ciudades privilegiadas en el Occidente Romano, J. González (ed.), Sevilla, 1999
- El Siglo IV: una encrucijada histórica (lección inaugural del Curso 1999/2000), Pamplona, 1999, 33 pp.
- “El prólogo al libro I de Spiritu Sancto de S. Ambrosio”, Anuario de Historia de la Iglesia, VIII, 1999, pp. 87-93.
- “Legiones y legionarios en los epígrafes pro salute imperatoris: una panorámica”, en Les légions de Rome sous le haut-empire. Actes du congrès de Lyon (17-19 de septiembre de 1998), Y. Le Bohec – C. Wolff (eds.), París, Diffusion De Boccard, 2000, 733-742 (en colaboración con Álvaro Sánchez-Ostiz)
- "Escritores hispanos desde los comienzos del Imperio a Trajano: tradición literaria y realidad política" en De Augusto a Trajano, (Editado junto con Francisco Javier Navarro y R. Martínez, Pamplona, 2000, pp. 117-137.
- “El prólogo al libro I de Spiritu Sancto de S. Ambrosio”, en Tempus Implendi Promissa. Homenaje al Prof. Dr. Domingo Ramos-Lissón, Pamplona, 2000, pp. 87-96.
- "El siglo IV: una encrucijada histórica" (lección inaugural), Pamplona, 2001, 33 pp.
- "Álvaro D'Ors y la filología clásica" en Fernán Altuve-Febres Lores (ed.) Homenaje a Álvaro d´Ors (Estudio Altuve-Febres, Lima, 2001) pp. 107-114.
- "La cristianización del pensamiento ciceroniano en el De Officiis de san Ambrosio", Anuario Filosófico, 2001, pp. 297-322.
- "Las edades de la vida (Novissima lectio)", Nueva Revista, 82, julio-agosto de 2002, pp. 98-109.
- "Semblanza de D. Antonio Fontán como latinista", Humanismo y pervivencia del mundo clásico: homenaje al profesor Antonio Fontán, III, 1, 2002, pp. 25-33.
- "La libertad y los sabios", Homenaje a Antonio Fontán, Nueva Revista, 89, septiembre-octubre de 2003, pp. 143-145.
- "Sevirato y augustalidad: un estamento intermedio en la vida ciudadana", Sociedad y economía en el occidente romano, (Coordinado junto con Juan Francisco Rodríguez Neila y Francisco Javier Navarro, EUNSA, Pamplona, 2003,  pp. 73-90.
- "Tribunos militares en Amiano Marcelino", L'armée romaine de Dioclétien a Valentinien, Lyon, 2004, pp. 43-54.
- "Cuatro rostros del amor en Roma", Curso de verano Universidad del Mar, Cartagena, 2004.
- "Amiano entre historia y sátira (Res gestae XIV 6)", Actas del XI Congreso Español de Estudios Clásicos, Antonio Alvar Ezquerra (coord.) , Vol. 3, Santiago de Compostela, 2005, pp. 87-94.
- "Emperadores del pasado en las Res gestae de Amiano Marcelino", en Pouvoir et religions dans le monde romain, Paris, 2006, pp. 173-181.
- "La propaganda imperial como vehículo y promotor de ideologías en el tardo imperio", en Le vie della storia. Migrazioni di popoli, viaggi di individui, circolazioni di idee. Atti del V Incontro Internazionale di Storia Antica, Roma, 2006, pp. 307-317.
- "Promoción de familias de origen itálico en Hispanialos: los Acilii", en Poder central y autonomía municipal: la proyección pública de las élites romanas de Occidente, Enrique Melchor Gil y Juan Francisco Rodríguez Neila (ed.), Universidad de Córdoba, Córdoba, 2006, pp. 227-240.
- "¿Missing persons?: algunos literatos de origen bético relacionados con los Sénecas y con Marcial" en "Concentus ex dissonis”: scritti in onore di Aldo Setaioli, C. Santini, L. Zurli y L. Cardinali (eds.), Nápoles, Scientifiche Italiane, vol. I, 2006, pp. 201-205.
- "Concentus ex dissonis: scritti in onore di Aldo Setaioli", Napoli, 2006, pp. 201-206.
- "Hispanienses e Hispani en la Bética", en A. Sartori, A. Valvo (eds.), Hiberia-Italia, Italia-Hiberia. Convengo internazionale di Epigrafia e Storia Antica, Milán. 2006, pp. 94-96.
- "Roma, cuna de Europa", Revisiones, 3, 2007, pp. 104-111.
- "Amiano Marcelino, un hombre entre dos mundos: la impronta de Cicerón en las Res Gestae", en De Grecia a Roma y de Roma a Grecia, un camino de ida y vuelta, José B. Torres-Guerra (ed.), Eunsa, Pamplona, 2007, pp. 239-249.
- "Cuatro rostros del amor en la prosa y en la vida de Roma", en Myrtia, 23, 2008, pp. 157-176.
- "La tábula rivi Hiberiensis: carácter del documento", en Espacio, Tiempo y Forma. Historia Antigua, 21, 2008, pp. 255-258.
- "Luces y sombras del Edicto de Augusto hallado en El Bierzo",  en Hispania: las provincias hispanas en el mundo romano, Javier Andreu Pintado, Javier Cabrero Piquero y Isabel Rodà de Llanza (coords.), 2009, pp. 339-344.
- "Documentos de regadío en el valle del Ebro: ¿Figuraba la vascona Cascantum en el Bronce de Agón?", en Los Vascones de las fuentes antiguas: en torno a una etnia de la antigüedad, Javier Andreu Pintado (ed.), Barcelona, 2009, pp. 415-421.
- "Amiano Marcelino. Historias I (Libros XIV-XIX). Introducción, traducción y notas: C. Castillo, C. Alonso del Val y Álvaro Sánchez-Ostiz, Madrid, Clásicos Gredos, 2010.
- "La Hispania de Adriano: nuevos datos", en Pluralidad e integración en el mundo romano, Javier Navarro (ed.), Pamplona, 2010, pp. 9-13.
- "Una enigmática inscripción africana", en CIL, VIII, 7070 = 19428), p. 401, en Corolla Epigraphica: hommages au professeur Yves Burnand, vol. 331, Bruxelles, 2011, pp. 401-405.
- "Un nuevo epígrafe romano en Navarra", en Cuadernos de Arqueología de la Universidad de Navarra CAUN, 19, 2011, pp. 259-263.
- "La simbiosis greco-romana en el siglo II: las Noctes Atticae", en Utroque sermone nostro, Pamplona, 2011.
- "Africanus cultos en la Roma antoniana", en Visions del'Occident Romain, Homenaje a Y. Le Bohec, vol. II, B. Cabouret, A. Grosslámbert y C. Wolff (eds.), Paris, 2012, pp. 901-907.
- "Un objetor hispano en la Roma de Marco Aurelio", en Del municipio a la corte: la renovación de las elites romanas, Caballoos Rufino, Antonio (ed.), Sevilla, 2012, pp. 221-226.
- "Apuntes sobre filhelenismo y romanidad de Aulo Gelio", en Agalma: ofrenda desde la Filología clásica a la Manuel García Teijeiro, Valladolid, 2014, pp. 670-673.
- "M.T. Cicerón, El sueño de Escipión. (Introducción, traducción y notas), Madrid, Rialp, 2019.
-"Scripta Senecana, una selección", EAE (Editorial académica española), 2020.
-"El rastro de Sertorio en Hispania" en Epigrafia e Antiquitá 48, Bolonia, 2020